# Línea 6 (Urbanos de Torrejón de Ardoz)
La línea 6 de la red de autobuses urbanos de Torrejón de Ardoz une la Plaza de España con Oasiz.

## Características
Esta línea fue inicialmente creada para unir la estación de ferrocarril de Torrejón de Ardoz con la base aérea. El 15 de noviembre de 2018, se crearon nuevas expediciones con origen/destino el polígono industrial Casablanca.
Desde el 6 de diciembre de 2021, la línea llega hasta el centro comercial Oasiz. De esta forma, la línea dispone de tres itinerarios distintos.
La línea circula exclusivamente por el término municipal de Torrejón de Ardoz. Como bien se expresa en la numeración interna del CRTM, recibe el número 6148. El primer dígito corresponde a la línea, en este caso la línea 6. Y los últimos tres dígitos corresponden al municipio por el que circula, en este caso 148 corresponde al municipio de Torrejón de Ardoz.
Está operada por la empresa ALSA mediante la concesión administrativa VCM-202 - Madrid - Torrejón de Ardoz - Alcalá de Henares - Meco (Viajeros Comunidad de Madrid) del Consorcio Regional de Transportes de Madrid.

## Horarios
| Salidas desde la Plaza de España                                                                                |
| SERVICIOS A OASIZ                                                                                               |
| Lunes a jueves laborables                                                                                       |
| De 10:10 a 23:10 cada 30 minutos                                                                                |
| Viernes laborables                                                                                              |
| De 10:10 a 14:10 cada 30 minutos                                                                                |
| De 14:10 a 23:30 cada 20 minutos                                                                                |
| Sábados laborables, domingos y festivos                                                                         |
| De 10:00 a 23:30 cada 15 minutos                                                                                |
| SERVICIOS A LA BASE AÉREA                                                                                       |
| Lunes a viernes laborables y vísperas de festivo                                                                |
| A 6:50 - 7:30 - 8:00 - 8:30 - 15:00av - 15:30a - 16:00al - 17:15a                                               |
| SERVICIOS AL POLÍGONO INDUSTRIAL CASABLANCA                                                                     |
| Lunes a viernes laborables y vísperas de festivo                                                                |
| A 9:30a - 13:00a - 18:00a                                                                                       |
| a Hora de paso aproximada l Sólo de lunes a jueves laborables. v Sólo viernes laborables y vísperas de festivo. |

| Salidas hacia la Plaza de España                                                                                |
| SERVICIOS DESDE OASIZ                                                                                           |
| Lunes a jueves laborables                                                                                       |
| De 10:40 a 23:40 cada 30 minutos                                                                                |
| Viernes laborables                                                                                              |
| De 10:40 a 14:40 cada 30 minutos                                                                                |
| De 14:40 a 24ː00 cada 20 minutos                                                                                |
| Sábados laborables, domingos y festivos                                                                         |
| De 10:30 a 24ː00 cada 15 minutos                                                                                |
| SERVICIOS DESDE LA BASE AÉREA                                                                                   |
| Lunes a viernes laborables y vísperas de festivo                                                                |
| A 7:15a - 7:45a - 8:15a - 14:45v - 15:15 - 15:45l - 17:00 - 17:30                                               |
| SERVICIOS DESDE EL POLÍGONO INDUSTRIAL CASABLANCA                                                               |
| Lunes a viernes laborables y vísperas de festivo                                                                |
| A 9:00 - 10:00 - 13:30 - 18:30                                                                                  |
| a Hora de paso aproximada l Sólo de lunes a jueves laborables. v Sólo viernes laborables y vísperas de festivo. |

## Recorrido y paradas

### Servicios Plaza de España - Oasiz
| Código | Parada                               | Común con   | Conexión con Cercanías |
| ------ | ------------------------------------ | ----------- | ---------------------- |
| 15083  | Terminal Pza. España - Est. Torrejón | 4           | Torrejón de Ardoz      |
| 06946  | Av. Constitución - Ctra. Loeches     | 223 224 824 |                        |
| 10986  | Av. Constitución - Roma              | 223 224 824 |                        |
| 06942  | Av. Constitución - Budapest          | 223 224 824 |                        |
| 06940  | Av. Constitución - Juncal            | 223 224 824 |                        |
| 19171  | Ctra. Base - Av. Madrid              | 226         |                        |
| 20911  | Av. Premios Nobel - C. C. Oasiz      |             |                        |
| 20573  | Av. Premios Nobel - Puente           |             |                        |

### Servicios Oasiz - Plaza de España
| Código | Parada                               | Común con     | Conexión con Cercanías |
| ------ | ------------------------------------ | ------------- | ---------------------- |
| 20909  | Av. Premios Nobel - Puente           |               |                        |
| 20910  | Av. Premios Nobel - C. C. Oasiz      |               |                        |
| 16533  | Ctra. Base - Av. Constitución        | 1B 5B 226     |                        |
| 06939  | Av. Constitución - Juncal            | 223 224 824   |                        |
| 06941  | Av. Constitución - Budapest          | 223 224 824   |                        |
| 07231  | Av. Constitución - Roma              | 223 224 824   |                        |
| 06912  | Av. Constitución - Cantalarrana      | 1B 2 3 5B 824 |                        |
| 15083  | Terminal Pza. España - Est. Torrejón | 4             | Torrejón de Ardoz      |

### Servicios Plaza de España - Base Aérea
| Código | Parada                               | Común con   | Conexión con Cercanías |
| ------ | ------------------------------------ | ----------- | ---------------------- |
| 15083  | Terminal Pza. España - Est. Torrejón | 4           | Torrejón de Ardoz      |
| 06946  | Av. Constitución - Ctra. Loeches     | 223 224 824 |                        |
| 10986  | Av. Constitución - Roma              | 223 224 824 |                        |
| 06942  | Av. Constitución - Budapest          | 223 224 824 |                        |
| 06940  | Av. Constitución - Juncal            | 223 224 824 |                        |
| 19171  | Ctra. Base - Av. Madrid              | 226         |                        |
| 17326  | Base Aérea Torrejón                  |             |                        |

### Servicios Base Aérea - Plaza de España
| Código | Parada                                 | Común con      | Conexión con Cercanías |
| ------ | -------------------------------------- | -------------- | ---------------------- |
| 17326  | Base Aérea Torrejón                    |                |                        |
| 19381  | Base Aérea - Aena                      |                |                        |
| 20911  | Av. Premios Nobel - C. C. Oasiz        |                |                        |
| 20573  | Av. Premios Nobel - Puente             |                |                        |
| 18655  | Av. Constitución - P.º Concordia       | 223 824        |                        |
| 20902  | Av. Constitución - Mahatma Gandhi      | 1A 224 824     |                        |
| 10072  | Av. Constitución - La Zarzuela         | 1A 223 224 824 |                        |
| 10073  | Av. Constitución - Av. Descubrimientos | 1A 223 224 824 |                        |
| 06939  | Av. Constitución - Juncal              | 223 224 824    |                        |
| 06941  | Av. Constitución - Budapest            | 223 224 824    |                        |
| 07231  | Av. Constitución - Roma                | 223 224 824    |                        |
| 06912  | Av. Constitución - Cantalarrana        | 1B 2 3 5B 824  |                        |
| 15083  | Terminal Pza. España - Est. Torrejón   | 4              | Torrejón de Ardoz      |

### Servicios Plaza de España - Casablanca
| Código | Parada                                       | Común con      | Conexiones con Cercanías |
| ------ | -------------------------------------------- | -------------- | ------------------------ |
| 15083  | Terminal Pza. España - Est. Torrejón         | 4              | Torrejón de Ardoz        |
| 06946  | Av. Constitución - Ctra. Loeches             | 223 224 824    |                          |
| 10986  | Av. Constitución - Roma                      | 223 224 824    |                          |
| 06942  | Av. Constitución - Budapest                  | 223 224 824    |                          |
| 06940  | Av. Constitución - Juncal                    | 223 224 824    |                          |
| 10074  | Av. Constitución - Av. Descubrimientos       | 1B 223 224 824 |                          |
| 10075  | Av. Constitución - La Zarzuela               | 1B 223 224 824 |                          |
| 20903  | Av. Constitución - P.º Democracia            | 1B 224 824     |                          |
| 19866  | Pº Democracia - Estación de Soto del Henares | 1A 224         | Soto del Henares         |
| 18656  | Av. Constitución - P.º Concordia             | 223 824        |                          |
| 20485  | Av. Premios Nobel - Mario Vargas Llosa       |                |                          |
| 20489  | Av. Premios Nobel - José Echegaray           |                |                          |

### Servicios Casablanca - Plaza de España
| Código | Parada                                       | Común con      | Conexiones con Cercanías |
| ------ | -------------------------------------------- | -------------- | ------------------------ |
| 20489  | Av. Premios Nobel - José Echegaray           |                |                          |
| 20494  | Av. Premios Nobel - Mario Vargas Llosa       |                |                          |
| 18655  | Av. Constitución - P.º Concordia             | 223 824        |                          |
| 19866  | Pº Democracia - Estación de Soto del Henares | 1A 224         | Soto del Henares         |
| 20902  | Av. Constitución - Mahatma Gandhi            | 1A 224 824     |                          |
| 10072  | Av. Constitución - La Zarzuela               | 1A 223 224 824 |                          |
| 10073  | Av. Constitución - Av. Descubrimientos       | 1A 223 224 824 |                          |
| 06939  | Av. Constitución - Juncal                    | 223 224 824    |                          |
| 06941  | Av. Constitución - Budapest                  | 223 224 824    |                          |
| 07231  | Av. Constitución - Roma                      | 223 224 824    |                          |
| 06912  | Av. Constitución - Cantalarrana              | 1B 2 3 5B 824  |                          |
| 15083  | Terminal Pza. España - Est. Torrejón         | 4              | Torrejón de Ardoz        |